# Parafia Matki Bożej Częstochowskiej w Skawicy
Parafia Matki Bożej Częstochowskiej w Skawicy – parafia rzymskokatolicka w Skawicy należąca do dekanatu Maków Podhalański archidiecezji krakowskiej. Erygowana w 1952.